# Episodi di Sex Education (seconda stagione)
La seconda stagione della serie televisiva Sex Education, composta da 8 episodi, è stata pubblicata sul servizio di streaming on demand Netflix, in tutti i paesi in cui è disponibile, il 17 gennaio 2020. 
| nº | Titolo originale | Titolo italiano | Pubblicazione   |
| -- | ---------------- | --------------- | --------------- |
| 1  | Episode 1        | Episodio 1      | 17 gennaio 2020 |
| 2  | Episode 2        | Episodio 2      | 17 gennaio 2020 |
| 3  | Episode 3        | Episodio 3      | 17 gennaio 2020 |
| 4  | Episode 4        | Episodio 4      | 17 gennaio 2020 |
| 5  | Episode 5        | Episodio 5      | 17 gennaio 2020 |
| 6  | Episode 6        | Episodio 6      | 17 gennaio 2020 |
| 7  | Episode 7        | Episodio 7      | 17 gennaio 2020 |
| 8  | Episode 8        | Episodio 8      | 17 gennaio 2020 |

## Episodio 1
- Titolo originale: Episode 1
- Diretto da: Ben Tyler
- Scritto da: Laurie Nunn

### Trama
Otis, finalmente in grado di masturbarsi, diventa dipendente al punto tale che sua madre lo sorprende a masturbarsi in macchina e ad eiaculare a spruzzo. Nel frattempo, a scuola gira voce che Fiona abbia diffuso la clamidia; Fiona si vede costretta a chiedere aiuto ad Otis in quanto disperata. Impietosito, Otis decide di aiutarla rendendosi conto di quanto gli fosse mancato risolvere le problematiche sessuali dei suoi compagni. Maeve, ormai espulsa da scuola, lavora in un negozio di pretzel. Si imbatte in sua madre che spera di poter risolvere i loro problemi giurandole che si sta disintossicando, ma Maeve non ha nessuna intenzione di fidarsi nuovamente di lei. A scuola c'è un nuovo studente francese, Rahim, particolarmente avvenente e popolare. Jackson, esausto dalla pressione di sua madre nel continuare il nuoto agonistico, si ferisce una mano di proposito. La relazione tra Ola e Otis va avanti, nonostante vari problemi legati all'intimità. A scuola viene organizzato un incontro riguardo alla clamidia con i genitori degli studenti: ciò porterà a realizzare quanto l'educazione sessuale necessiti di essere migliorata. Il preside Groff, seppur riluttante, decide di chiedere aiuto a Jean, avendone constatato la preparazione in materia. Maeve decide di licenziarsi da lavoro e provare ad essere riammessa a scuola, con l'aiuto di Miss Sands, e si tinge i capelli di nero. Infine, Otis e Maeve decidono di riprendere con la clinica.

## Episodio 2
- Titolo originale: Episode 2
- Diretto da: Sophie Goodhart
- Scritto da: Laurie Nunn e Mawaan Rizwan

### Trama
Miss Sands e Mr Hendricks hanno una relazione, la cui componente sessuale è insoddisfacente. Adam si trova alla scuola militare, dove dopo varie vicissitudini riesce a far amicizia con due ragazzi. Otis tenta malamente di accettare Jakob nella sua vita, causando tensioni in casa. Jean viene chiamata a tenere un seminario sulla salute sessuale a scuola, il quale si rivelerà un insuccesso. Maeve comincia a frequentare un programma attitudinale, che la vede intimidita dalle ambizioni dei suoi compagni. Jackson è libero dalle lezioni di nuoto, cosa che lo spinge a cercare un nuovo hobby che possa appassionarlo. Otis fa alcune ricerche sulla masturbazione femminile, applicandone poi le tecniche con Ola che finge di apprezzare per aumentarne l'autostima. In seguito lo confida a Lily, che senza mezze misure lo dice ad Otis. Maeve capisce di provare ancora dei sentimenti per Otis dopo averlo visto alla fiera con Ola. Rahim chiede ad Eric di fare un giro sulla ruota panoramica; confuso, Eric si chiede se Rahim sia gay e se sia interessato a lui. Adam scopre i suoi due amici masturbarsi a vicenda: nonostante la sua promessa di non dire nulla, i due nascondono della marijuana nel suo letto portandolo all'espulsione. Adam, mentendo, afferma che la droga è sua.

## Episodio 3
- Titolo originale: Episode 3
- Diretto da: Sophie Goodhart
- Scritto da: Sophie Goodhart

### Trama
Olivia fa sesso appassionatamente con il suo ragazzo ma durante l'orgasmo gli copre la faccia con un cuscino. Chiede poi aiuto ad Otis, in quanto convinta di avere una brutta faccia durante l'orgasmo. Adam è tornato in città e lavora in un piccolo emporio. Aimee prepara una torta per il compleanno di Maeve, ma mentre è sull'autobus un uomo si masturba ed eiacula su di lei. Sconvolta, corre giù dall'autobus, dopo aver chiesto aiuto invano, e decide di proseguire a piedi. Nonostante Aimee non sembri spaventata, Maeve insiste nel denunciare l'aggressione alla polizia. Jackson, alla ricerca di un nuovo hobby, prova ad offrirsi per la recita scolastica. Si rende conto di aver bisogno di una mano per avere la parte principale e si rivolge a Viv, la sua tutor. Otis, Ola, Jakob e Jean cenano insieme, con la speranza di poter appianare i conflitti. La cena però finisce con uno sfogo di Otis. Rahim chiede ad Eric di uscire e l'appuntamento termina con un bacio; si scopre poi che Rahim vive nell'appartamento sopra il negozio dove lavora Adam; rivederlo lascia Eric agitato. Aimee si rende conto che la molestia subita ha avuto un impatto su di lei maggiore di quel che pensasse. La madre di Maeve si presenta sull'uscio della roulotte con la sua bambina dopo essere stata cacciata dal suo compagno violento. Maeve tenta di confessare i suoi sentimenti ad Otis, non riuscendoci.

## Episodio 4
- Titolo originale: Episode 4
- Diretto da: Alice Seabright
- Scritto da: Laurie Nunn e Rosie Jones

### Trama
Ola afferma di essere pronta per fare sesso con Otis, che decide di prepararsi per l'importante momento. I sentimenti contrastanti di Eric lo portano a cercare un confronto con Adam, che lo ignorerà. A scuola, Otis si confida con Eric riguardo alla sua decisione di perdere la verginità. Il preside Groff scopre che sua moglie visita la clinica sessuale di Jean. Improvvisamente ritorna il padre di Otis, Remi: Jean cerca di mantenere un rapporto professionale, ma i due finiscono per baciarsi. Aimee, non riuscendo a tornare a prendere l'autobus, decide di andare a piedi nonostante la lunga distanza per arrivare a scuola. Otis si imbatte in Maeve mentre si reca a casa di Ola e finisce per occuparsi della sua sorellastra, mentre Maeve partecipa alla competizione a quiz. Alla fine Maeve gli confessa che le piace, facendo arrabbiare Otis che le dice che avrebbe dovuto dirglielo prima. Otis infine va da Ola ma non riesce a fare sesso con lei. Sospettando che sia colpa di Maeve, Ola costringe Otis a non esserle più amico. Eric viene svegliato di notte da Adam che lancia sassolini contro la sua finestra. Si ritrovano a passare la notte in una discarica, distruggendo oggetti. Adam accompagna Eric a casa ma, invece di andarsene, fissa Eric fino a quando finalmente lo bacia. Adam va a letto sorridendo. Rahim chiede a Eric se vuole essere il suo ragazzo.

## Episodio 5
- Titolo originale: Episode 5
- Diretto da: Alice Seabright
- Scritto da: Laurie Nunn e Richard Gadd

### Trama
Otis ed Eric decidono di andare a fare un'escursione nel bosco col padre di Otis, scappando per un po' dai loro problemi sentimentali e rimandando le decisioni che devono prendere in merito. Maeve lega sempre di più con sua madre, anche se fatica non poco a perdonarla per gli errori del passato. Otis decide di rinunciare a Maeve, così come gli ha chiesto Ola, che però, al suo ritorno dalla gita col padre, lo lascia, accusandolo di essere troppo ingessato per lei. Subito dopo, Ola, convinta di essere attratta da Lily, va a casa sua e la bacia, ma l'amica le chiude la porta in faccia. Eric prende la sua decisione e si fidanza con Rahim, che, al contrario di Adam, non si vergogna di farsi vedere con lui in pubblico.

## Episodio 6
- Titolo originale: Episode 6
- Diretto da: Ben Taylor
- Scritto da: Sophie Goodhart

### Trama
Otis organizza una festa a casa sua per dimostrare di non essere troppo rigido. Non invita Meave e Ola, però il suo amico Eric le invita a sua insaputa, assieme a tutti i loro compagni. Durante la festa Otis, ubriaco, offende Ola e Meave facendole andare via. Nel frattempo Adam si reca lì e parla con Eric, gli dice di essere bisessuale e di avere paura. Quando Eric prende la mano di Adam quest'ultimo si allontana di scatto ed Eric decide di ritornare alla festa con Rahim. Aimee continua ad avere incubi sul ragazzo che l'ha molestata sull'autobus. Jackson alla festa ha un attacco di panico per la troppa pressione della madre e dei compagni nei suoi confronti. Il ragazzo confessa a Viv di essersi rotto la mano volutamente e lei decide di avvertire le madri dell'amico del suo comportamento pericoloso. La puntata termina con Otis che si addormenta nudo a letto con Ruby mentre Ola va con Adam a rompere oggetti.

## Episodio 7
- Titolo originale: Episode 7
- Diretto da: Ben Taylor
- Scritto da: Laurie Nunn

### Trama
Il giorno dopo Otis si sveglia nudo nel letto con Ruby, preoccupato se abbiano fatto sesso con o senza protezioni. Nel dubbio, si trovano costretti a passare del tempo insieme per procurarsi la pillola del giorno dopo. Maeve lega sempre più con Isaac, che la informa che sua madre le sta mentendo e non va più al lavoro. A scuola intanto scoppia il putiferio dopo che il preside, che per ripicca aveva di nascosto sottratto gli appunti di Jean e ne aveva fatto delle copie, le ha diffuse fra gli studenti. Jean viene licenziata e scopre casualmente  che Otis è il ragazzo del sesso e che dà consigli sul sesso a pagamento. Intanto Aimee, Maeve, Ola, Lily, Olivia e Vivienne rimangono in punizione dopo un inconveniente con la professoressa Sands; durante la punizione, le ragazze si raccontano le drammatiche storie di molestie che ognuna negli anni ha ricevuto e grazie a questo si avvicinano l'una con l'altra. L'episodio finisce con Otis che non sa come agire per riappacificarsi con la madre e con Maeve, mentre Ola e Lily fanno pace e si baciano.

## Episodio 8
- Titolo originale: Episode 8
- Diretto da: Ben Taylor
- Scritto da: Laurie Nunn

### Trama
Jean rimane molto delusa da Otis che, per cercare di farsi perdonare, finisce a chiedere aiuto a suo padre. Ola e Lily instaurano un rapporto amichevole. Lo spettacolo della scuola viene eseguito nonostante gli intoppi da parte della famiglia Groff, che portano al congedo del preside dalla scuola e al fidanzamento ufficiale di Adam ed Eric; Otis inoltre si scusa con la madre e si dice fiero di lei e del suo lavoro. Dopo lo spettacolo Otis si reca a casa di Meave ma lei è andata a fare la spesa. Trova Isaac sulla porta e gli chiede di dirle di ascoltare i messaggi in segreteria (inviati mentre Maeve era alla finale del Quiz, nei quale Otis dichiara di ricambiare ancora i sentimenti verso di lei). Isaac, probabilmente geloso, elimina il messaggio di Otis.